# Park Narodowy „Ikara-Góry Flindersa”
Park Narodowy „Ikara-Góry Flindersa”, dawniej: Park Narodowy Gór Flindersa (ang. Ikara-Flinders Ranges National Park) – park narodowy położony w południowo-wschodniej części stanu Australia Południowa w Australii. Utworzony w 1945. Park obejmuje powierzchnię 912 km², Park pokrywa część masywu górskiego Gór Flindersa.
Centralną część parku tworzy Wilpena Pound gigantyczny "amfiteatr" o powierzchni 80 kilometrów kwadratowych.